# Microtus sachalinensis
Microtus sachalinensis là một loài động vật có vú trong họ Cricetidae, bộ Gặm nhấm. Loài này được Vasin mô tả năm 1955.